# Plaznica
Plaznica je potok in drugi pritok reke Save po sotočju Save Bohinjke in Save Dolinke. Potok svoje vode nabira na severovzhodnih pobočjih planote Jelovica. Stalni pritok Plaznice je Turkov potok. 